# هوفوش
شهر هوفوش (به سوئدی: Hofors) در ناحیه شهری هوفوش در کشور سوئد واقع شده‌است. جمعیت این شهر ۹۹۲٫۲  نفر است.